# Grenzverwirrung
Grenzverwirrung ist ein Begriff aus dem deutschen Sachenrecht und liegt vor, wenn sich der korrekte Verlauf einer Grenze zwischen zwei Grundstücken nicht ermitteln lässt (§ 920 Abs. 1 Satz 1 HS 1 BGB). Es reicht nicht aus, dass die Grundstücksnachbarn unterschiedlicher Ansicht über den Grenzverlauf sind. Erforderlich ist vielmehr, dass die wirkliche Grenzlinie durch objektive Kriterien nicht bestimmt werden kann. Das ist der Fall, wenn die Grenze nicht anhand des Grundbuches in Verbindung mit der Vermutung des § 891 BGB und dem Liegenschaftskataster, einer Neuvermessung mit Grenzniederschrift bzw. eines anerkannten Grenzzeichens im Sinne von § 919 BGB feststellbar ist und von keiner Partei anderweitig nachgewiesen werden kann.
Können die Eigentümer die Grenzverwirrung nicht durch einen Grenzfeststellungsvertrag beseitigen, können sie ihren Anspruch auf Grenzscheidung gerichtlich geltend machen. Hierbei handelt es sich um einen unmittelbar aus dem Eigentum abzuleitenden unverjährbaren dinglichen Rechtsanspruch. Die Vorschrift des § 924 BGB soll den nachbarschaftlichen Interessenkonflikten durch eine dauerhafte Lösung stabilisieren.
Der Grenzscheidungsanspruch ist durch Feststellungsklage gegen den Eigentümer des benachbarten Grundstücks geltend zu machen. Die Klage ist eine auf konstitutive richterliche Feststellung der Grundstücksgrenze gerichtet. Die Kriterien dieser Abgrenzung sind in § 920 Abs. 1 Satz 1 HS 2 BGB geregelt, wonach in erster Linie der Besitzstand zur Zeit des Urteils bzw. der letzten mündlichen Tatsachenverhandlung maßgeblich ist, es sein denn, der Nachbar hat den derzeitigen Besitzstand durch verbotene Eigenmacht erlangt. Kann der Besitzstand nicht festgestellt werden, so ist jedem der Grundstücke ein gleich großes Stück der streitigen Fläche zuzuteilen (§ 920 Abs. 1 Satz 2 BGB).
Entspricht die proportionale Aufteilung der streitigen Fläche nicht der Billigkeit, können auch natürliche Gegebenheiten wie ein Bach, eine Hecke oder ein Erdwall den Grenzverlauf bestimmen. Das gilt insbesondere, wenn die Bestimmung der Grenze gem. § 920 Abs. 1 BGB zu einem Ergebnis führt, das mit den ermittelten Umständen, insbesondere mit der feststehenden Größe der Grundstücke, nicht übereinstimmt (§ 920 Abs. 2 BGB). Unter der „feststehenden Größe“ ist der tatsächliche Flächeninhalt und nicht die sich aus dem Grundbuch oder aus dem Liegenschaftskataster ergebende Größe zu verstehen.
Das rechtskräftige Urteil dient zur Berichtigung des Grundbuchs gem. § 22 GBO.